# Valverde de los Arroyos
Valverde de los Arroyos és un municipi de la província de Guadalajara, a la comunitat autònoma de Castella-La Manxa.